# Nordiska mästerskapen i brottning 1966
Nordiska mästerskapen i brottning 1966 hölls den 16 april 1966 i Lycksele i Sverige. Det var den 9:e upplagan av tävlingen.

## Medaljtabell
*   Värdland ( Sverige)
| Nr                  | Nation              | Guld | Silver | Brons | Totalt |
| ------------------- | ------------------- | ---- | ------ | ----- | ------ |
| 1                   | Finland             | 4    | 2      | 2     | 8      |
| 1                   | Sverige*            | 4    | 2      | 2     | 8      |
| 3                   | Norge               | 0    | 2      | 3     | 5      |
| 4                   | Danmark             | 0    | 2      | 1     | 3      |
| Totalt (4 nationer) | Totalt (4 nationer) | 8    | 8      | 8     | 24     |

## Resultat

### Grekisk-romersk stil
| Gren   | Guld            | Silver           | Brons               |
| 52 kg  | Karl Sandqvist  | Alex Børger      | Veikko Jaervinen    |
| 57 kg  | Risto Björlin   | Bent Jørgen Lund | Kent Jonsson        |
| 63 kg  | Martti Laakso   | Leif Freij       | Poul E. Henriksen   |
| 68 kg  | Eero Tapio      | Rolf Pettersson  | Aage Barlie         |
| 74 kg  | Matti Laakso    | Harald Barlie    | Kenneth Ovsiannikov |
| 82 kg  | Bertil Nyström  | Olavi Niemi      | Håkon Øverby        |
| 90 kg  | Pelle Svensson  | Aimo Mäenpää     | Tore Hem            |
| 100 kg | Ragnar Svensson | Egil Knutsen     | Jussi Maeki-Hukkala |